# Eje Thelin
Eje Thelin (* 9. September 1938 in Jönköping als Eilert Ove Thelin; † 18. Mai 1990 in Stockholm) war ein schwedischer Jazz-Posaunist.

## Leben und Wirken
Thelin war als Musiker Autodidakt. Bereits mit 15 Jahren gehörte er zu der beliebten schwedischen Dixielandgruppe Pygmé Jazz Band, mit der er tourte und 1954 und 1955 erste Aufnahmen machte. Die Plattenfirma Philips verschaffte ihm Zugang zum Aufnahmestudio, in dem einige Musiker aus dem Orchester von Stan Kenton mit schwedischen Kollegen waren. Ein Gespräch mit dem Posaunisten Carl Fontana erwies sich wegweisend für seinen Wechsel in den Modern Jazz: Mit dem Bläser Lalle Svensson gründete er das Eje Thelins Kvintett mit zwei Posaunen in der Frontlinie, das im Herbst 1955 bei AT-Jazz gewann. Im folgenden Jahr nahm das Eje Thelins Kvintett (mit Svensson, Jan Wallgren, Kurt Lindgren und Björn Idén) auch zwei Songs für eine Karussell-EP auf, die es sich mit der Altsaxophonistin Monica Petrini teilte. Er bekam sein erstes längeres Engagement bei Seymour Österwall. 1958/1959 spielte er in einer Band unter der Leitung des amerikanischen Schlagzeugers Joe Harris. Dann kam er zu Putte Wickman, zuerst zum Sextett und dann zur Big Band, wo er auch Arrangements und Kompositionen beisteuerte.
Zwischen 1961 und 1965 unterhielt Thelin eine eigene Gruppe (zunächst mit Bernt Rosengren, Göran Lindberg, Erik Lundborg und Sven-Erik Materne), mit der er quer durch Europa auf Tournee war. In Stockholm nahm das Quintett das Album So Far auf, das 1963 mit einer Gyllene Skivan ausgezeichnet wurde. 1964 spielte er in Kopenhagen mit George Russell. 1966 gründete er ein Quartett mit dem Bassisten Palle Danielsson, dem Tenorsaxophonisten Barney Wilen und mit Rune Carlsson bzw. Billy Brooks am Schlagzeug. 
Zwischen 1967 und 1972 lehrte er an der Musikhochschule Graz. Einen Teil dieser Zeit bildete er mit Joachim Kühn eine dem Free Jazz zugewandte Gruppe. 1973 arbeitete er mit John Surman, um sich anschließend in Schweden der Musikerausbildung zu widmen. Daneben unterhielt er eine eigene Band mit Harald Svensson, Bruno Råberg und Leroy Lowe, die sich in Richtung Fusion entwickelte; außerdem experimentierte er mit Elektronik. Er trat auch mit Kenny Wheeler, Evan Parker und Graham Collier auf. In den 1980ern widmete er sich verstärkt der Komposition und schrieb auch für europäische Großformationen. 1986 gründete er eine neue, kurzlebige Gruppe namens E T Projekt. In seinen letzten Lebensjahren war er auch als Gastsolist aktiv, bevor dies 1989 ein Krebsleiden verunmöglichte. 
Unter Posaunisten wurde Thelin um seine Technik und rhythmische Intensität bewundert; er wirkte auch  musikpolitisch. Das Improvisationssymposium Ad Lib 79 in Stockholm baute auf seinen Initiativen und Ideen auf.

## Auswahldiskographie
- Eje Thelin Quintet: So Far (Columbia EMI Swenska AB 1963 mit Ulf Andersson, Joël Vandroogenbroeck, Roman Dyląg, Rune Carlsson)
- Eje Thelin Quintet: At the German Jazz Festival (Dragon 1964 bzw. BeJazz mit Ulf Andersson, Joël Vandroogenbroeck, Roman Dyląg, Rune Carlsson)
- Eje Thelin with Barney Wilen (Dragon 1966)
- Don Cherry: Eternal Rhythm (MPS 1968)
- Rolf & Joachim Kühn: Monday Morning (HörZu 1969; mit Rolf Kühn, John Surman, Joachim Kühn, Barre Phillips, Stu Martin, Jacques Thollot)
- Joachim Kühn/Eje Thelin Group In Paris (Metronome Records 1970; mit Adelhard Roidinger, Jacques Thollot)
- Eje Thelin Group (Caprice 1974)
- Eje Thelin Group: Live (Caprice 1976)
- Eje Thelin Group: Hypothesis (1978)
- Bits and Pieces (Phono Suecia 1980)
- Clarinet Summit: You Better Fly Away (1980 mit John Carter, Gianluigi Trovesi, Theo Jörgensmann, Bernd Konrad, Ernst-Ludwig Petrowsky, Didier Lockwood, Stan Tracey, Kai Kanthak, J.F. Jenny-Clark, Günter „Baby“ Sommer, Aldo Romano)
- Polyglot (Caprice 1981)
- E.T. Project (Dragon 1986)
- Raggruppamento (Phono Sueica 1989)